# Tetrapterys styloptera
Tetrapterys styloptera es una especie de bejuco perteneciente a la familia Malpighiaceae que se distribuye en las bosques tropicales de Brasil, Colombia, las Guyanas, Nicaragua, Panamá, Perú y Venezuela.

## Descripción
Son bejucos leñosos, ocasionalmente arbustos. Las láminas de las hojas son grandes ovadas o elípticas, de 5–13 cm de largo y 2–5 cm de ancho, acuminadas en el ápice, obtusas o redondeadas en la base y glabras en la haz.

## Taxonomía
Tetrapterys styloptera fue descrita por Adrien Henri Laurent de Jussieu (abrv.: A. Juss.) y publicada en Annales des Sciences Naturelles; Botanique, sér. 2 13: 262 en 1840.
Etimología
Tetrapterys: nombre genérico que deriva de dos palabras griegas:  τετρα tetra (cuatro) y πτερον pteron (ala), refiriéndose a las samaras aladas (frutos). Según otra fuente, es porque cada uno de los carpelos tiene cuatro alas. Los frutos en este género tienen dos pares de alas laterales formando una x.
styloptera: epíteto otorgado en base a dos palabras griegas:  στῦλος stylos (columna) y πτερον pteron (ala).
Sinonimia
- Bunchosia squarrosa, Griseb., 1849[7]
- Tetrapterys boliviensis, Nied., 1909[8]
- Tetrapterys boliviensis var. granatensis, Nied., 1909[9]
- Tetrapterys reticulata, Small, 1910[10]
- Tetrapterys methystica, R.E.Schult., 1954[11][12]
- Tetrapterys squarrosa, (Griseb.) Griseb., 1858[13]
- Tetrapterys squarrosa f. lanceolata, Nied., 1909[14]
- Tetrapterys squarrosa f. ovata, Nied., 1909[15]